# OpenMAX
OpenMAX (Open Media Acceleration), часто скорочується як "OMX" — це не запатентований і безкоштовний  крос-платформний набір програмних інтерфейсів, написаних на мові C, який надає рівень абстракції для різного плану застосувань, особливо для обробки аудіо, відео і фото форматів. Він призначений для енергоефективних і мобільних пристроїв (таких як смартфони, ігрові консолі, цифрові медіа плеєри, і телевізійні приставки), що потребують ефективно оброблювати великі об’єми мультимедійних даних в передбачуваний спосіб, наприклад при роботі з відео кодеками, графічними бібліотеками, і іншими задачами пов’язаними з відео, аудіо, зображеннями, голосом та мовленням.
OpenMAX надає три рівні інтерфейсів: рівень застосування (application layer - AL), інтеграційний рівень (integration layer - IL) і рівень розробки (development layer - DL). OpenMAX стандарт адмініструється неприбутковим технологічним консорціумом Khronos Group.

## Історія
Спочатку анансований в липні 2004. Робоча група OpenMAX була створена такими учасниками як ARM, Motorola, Samsung, STMicroelectronics, і Texas Instruments. Версія 1.0 of специфікації була опублікована в грудні 2005.

## Рівні
OpenMAX AL — це інтерфейс між мультимедійними застосуваннями, наприклад плеєром, і мультимедійним фреймворком системи. Він дозволяє компаніям, що створюють застосування, легко мігрувати їх на різні платформи (споживачів), які мають підтримку прикладного програмного інтерфейсу (API) OpenMAX AL.
OpenMAX IL є інтерфейсом між медіа фреймворком, (такими як StageFright або MediaCodec API для системи Android, DirectShow для системи Windows, FFmpeg або Libav на Linux, або GStreamer для крос-платформеної роботи), і набором пультимедійниї компонент (таких як аудіо або відео кодеки). Це дозволяє компаніям, які створюють платформи (наприклад, дозволяє реалізувати MP3 плеєр) легко змінювати такі компоненти, як MP3 декодери і ефекти еквалайзеру і купувати компоненти різних виробників.
OpenMAX DL є інтерфейсом між фізичним обладнанням, таким як процесор цифрових сигналів (ПЦС), центральний процесор, графічний процесор, і програмним забезпеченням, таким як відео кодеки або 3D графікою. Це дозволяє компаніям легко інтегрувати нове обладнання, що має підтримку OpenMAX DL без переоптимізації їх низькорівневого програмного забезпечення.